# 고호근
고호근(高浩根, 1962년 2월 12일 ~)은 대한민국 전직 울산광역시 중구의원이자 현재 제7대 울산광역시의회 전반기 부의장이다.

## 학력
- 병영국민학교 (56회)
- 울산중학교 (14회)
- 울산고등학교 (25회)
- 울산대학교 (행정학 학사)

## 경력
- 2010.07 ~ 2014.06 제5대 울산광역시 중구의회 의원

```
- 2012.07 ~ 2014.06 제5대 울산광역시 중구의회 후반기 복지건설위원회 위원장
```

- 2014.07 ~ 2018.06 제6대 울산광역시의회 의원

```
- 2014.07 ~ 2016.06 제6대 울산광역시의회 전반기 의회운영위원회 부위원장
- 2014.07 ~ 2016.06 제6대 울산광역시의회 전반기 환경복지위원회 부위원장
- 2016.07 ~ 2018.06 제6대 울산광역시의회 후반기 행정자치위원회 위원장
```

- 2018.07 ~ 2022.03 제7대 울산광역시의회 의원

```
- 2018.07 ~ 2020.07 제7대 울산광역시의회 전반기 부의장
- 제7대 울산광역시의회 행정자치위원회 위원
```

## 역대 선거 결과
|  | 44.31% |

|  | 31.73% |

|  | 46.82% |

|  | 37.27% |